# رواد الأزياء
رائد الأعمال في مجال الموضة هو الشخص الذي يمتلك مؤسسة أزياء أو مشروع أو فكرة، ويتحمل مسؤولية كبيرة عن المخاطر والنتائج الكامنة.

## تعريف
وأصل الكلمة يأتي من "ريادة الأعمال"، والرائد في مجال التصميم هو شخص أنشطته الرئيسية هي مجال الموضة و على سبيل المثال: مصمم الأزياء الذي يستعمل مبادئ الريادة في المناطق المتصلة والمتضمنة في مجال الموضة، وتقدم شركات الأزياء كتيب تعليمات لمصممي الأزياء.

## الممارسات الحالية لرواد الأزياء
يركز رواد الأزياء على إنشاء شبكات في مجال الموضة و مشاريع مرتبطة بأهداف متنوعة تتضمن التعليم والربحية و إنشاء ملف شخصي ويعمل بعض رواد الأعمال في مجال الأزياء لتوفير شبكة لتشارك المعرفة , ويعمل البعض على معالجة المشاكل الاجتماعية والتشكيلية الاساسية
تركز الممارسات التجارية الأساسية لرواد الأزياء على مواضيع مثل الإبداع والابتكار , وكتابة تصاميم للأعمال, ورفع الاقتصاد و التسويق والمبيعات ومهارات إدارة الأعمال الناشئة يجب أن تكون متوفرة لإدارة شركة إبداعية , يسعى رواد الأزياء إلى تقديم خبرات في مجال البيع والتجزئة و التصنيع والمال والتسويق.
شهد القرن الحادي والعشرين كثرة المنظمات وحفلات تقديم الجوائز التي تساهم في روح المبادرة وتحدي ريادة الأعمال الإلكترونية من خلال تسليط الضوء على السمات المبتكرة والإبداع والابتكار وتساهم في نجاح رواد الأزياء في يومنا هذا.